# György Kutasi
György Kutasi (* 16. September 1910 als György Kusinszky in Fiume, Königreich Ungarn; † 29. Juni 1977 in Melbourne) war ein ungarischer Wasserballspieler.
Von 1932 bis 1947 war er im Turnverein Újpest (Újpesti Torna Egylet). 1947 wanderte er nach Australien aus.
Kutasi nahm an den Olympischen Spielen 1936 in Berlin teil, wo er im Gruppenspiel gegen Malta, das 12:0 gewonnen wurde, eingesetzt wurde, aber kein Tor warf. Ungarn qualifizierte sich für die Finalrunde, in der Kutasi nicht eingesetzt wurde. Nach einem 5:0-Sieg gegen Frankreich reichte ein 2:2 gegen Deutschland, damit die ungarische Nationalmannschaft, darunter seine Mannschaftskollegen György Bródy, Kálmán Hazai, Olivér Halassy, Márton Homonnay, Jenő Brandi, János Németh, Mihály Bozsi, István Molnár, Sándor Tarics und Miklós Sárkány, die Goldmedaille gewinnen konnte.